# Champions de France de natation en bassin de 50 m du 200 m dos

## Messieurs

### 200 mètres dos messieurs
| Championnat | Lieu                               | Athlète                           | Naissance | Âge   | Club                                                      | Temps                       |
| ----------- | ---------------------------------- | --------------------------------- | --------- | ----- | --------------------------------------------------------- | --------------------------- |
| 1961 hiver  | Paris Piscine de Pontoise (33,33m) | Marc Bertsch                      |           |       | FC Mulhouse                                               | 2 min 26 s 5                |
| 1961 été    | Paris Georges Vallerey             | Robert Christophe                 |           |       | Cercle des nageurs de Marseille                           | 2 min 21 s 4                |
| 1962 hiver  | Nancy                              | Robert Christophe                 |           |       | Cercle des nageurs de Marseille                           | 2 min 23 s 2                |
| 1962 été    | Paris Georges Vallerey             | Robert Christophe                 |           |       | Cercle des nageurs de Marseille                           | 2 min 21 s 6                |
| 1963 hiver  | Marseille Piscine Vallier (25 m)   | non disputé                       |           |       |                                                           |                             |
| 1963 été    | Paris Georges Vallerey             | Claude Raffy                      |           |       | Cercle des nageurs de Marseille                           | 2 min 20 s 2                |
| 1964 hiver  | Marseille Piscine Vallier (25 m)   | non disputé                       |           |       |                                                           |                             |
| 1964 été    | Paris Georges Vallerey             | Michel Bertin                     |           |       | AS Montferrand                                            | 2 min 19 s 4                |
| 1965 hiver  | Marseille Piscine Vallier (25 m)   | non disputé                       |           |       |                                                           |                             |
| 1965 été    | Paris Georges Vallerey             | Philippine Bouzin                 |           |       | Racing Club de France                                     | 2 min 20 s 1                |
| 1966 hiver  | Le Mans (25 m)                     | Gilles Moreau                     |           |       | CN Brunoy                                                 | 2 min 17 s 0                |
| 1966 été    | Paris Georges Vallerey             | Philippine Bouzin                 |           |       | Racing Club de France                                     | 2 min 17 s 5 RF             |
| 1967 hiver  | Caen (25 m)                        | Bernard Vicente                   |           |       | EN Castres                                                | 2 min 15 s 4                |
| 1967 été    | Paris Georges Vallerey             | Pierre Randaxhe                   |           |       | Mulhouse Olympic Natation                                 | 2 min 18 s 8                |
| 1968 hiver  | Montreuil                          | Jean Durand Baillou               |           |       | Lyon NS Perrache                                          | 2 min 21 s 2                |
| 1968 été    | Paris Georges Vallerey             | Gilles Moreau                     |           |       | CN Brunoy                                                 | 2 min 19 s 9                |
| 1969 hiver  | Toulouse                           | Bernard Vicente                   |           |       | Racing Club de France                                     | 2 min 18 s 2                |
| 1969 été    | Paris Georges Vallerey             | Jean-Paul Berjeau                 |           |       | Racing Club de France                                     | 2 min 16 s 7                |
| 1970 hiver  | Aix-en-Provence                    | Jean-Paul Berjeau                 |           |       | Racing Club de France                                     | 2 min 15 s 1 RF             |
| 1970 été    | Paris Georges Vallerey             | Jean-Paul Berjeau                 |           |       | Racing Club de France                                     | 2 min 13 s 7 RF             |
| 1971 hiver  | Montreuil                          | Jean-Paul Berjeau                 |           |       | Racing Club de France                                     | 2 min 14 s 1                |
| 1971 été    | Paris Georges Vallerey             | Jean-Paul Berjeau                 |           |       | Racing Club de France                                     | 2 min 12 s 3 RF             |
| 1972 hiver  | Rouen (25 m)                       | Jean-Paul Berjeau                 |           |       | Racing Club de France                                     | 2 min 10 s 6 RF             |
| 1972 été    | Vittel                             | Jean-Paul Berjeau                 |           |       | Racing Club de France                                     | 2 min 10 s 4 RF             |
| 1973 hiver  | Paris Georges Hermant              | Pierre Baehr                      |           |       | Stade français                                            | 2 min 15 s 23               |
| 1973 été    | Vittel                             | Jean-Paul Berjeau                 |           |       | Racing Club de France                                     | 2 min 13 s 57               |
| 1974 hiver  | Bordeaux                           | Franck Meslier                    |           |       | US Font-Romeu                                             | 2 min 14 s 80               |
| 1974 été    | Paris Georges Vallerey             | Franck Meslier                    |           |       | US Font-Romeu                                             | 2 min 13 s 18               |
| 1975 hiver  | Troyes                             | Franck Meslier                    |           |       | Dinard ON                                                 | 2 min 13 s 94               |
| 1975 été    | Paris Georges Vallerey             | Lionel Beylot-Bourcelot           |           |       | CN Narbonne                                               | 2 min 11 s 67               |
| 1976 hiver  | Tarbes                             | Lionel Beylot-Bourcelot           |           |       | CN Narbonne                                               | 2 min 10 s 42               |
| 1976 été    | Paris Georges Vallerey             | Lionel Beylot-Bourcelot           |           |       | CN Narbonne                                               | 2 min 12 s 46               |
| 1977 hiver  | Rennes                             | Bruno Moneron                     |           |       | Roubaix Natation                                          | 2 min 13 s 99               |
| 1977 été    | Paris Georges Vallerey             | Michel Lussault                   |           |       | Enfants de Neptune de Tours                               | 2 min 11 s 45               |
| 1978 hiver  | Lille                              | Michel Lussault                   |           |       | Enfants de Neptune de Tours                               | 2 min 12 s 71               |
| 1978 été    | Laval                              | Michel Lussault                   |           |       | Enfants de Neptune de Tours                               | 2 min 11 s 69               |
| 1979 hiver  | Nanterre                           | Frédéric Delcourt                 | 1964      | 15    | SC Amiens                                                 | 2 min 10 s 02               |
| 1979 été    | Mulhouse                           | Frédéric Delcourt                 | 1964      | 15    | SC Amiens                                                 | 2 min 08 s 66               |
| 1980 hiver  | Bordeaux                           | Frédéric Delcourt                 | 1964      | 16    | SC Amiens                                                 | 2 min 06 s 43               |
| 1980 été    | Brive-la-Gaillarde                 | Frédéric Delcourt                 | 1964      | 16    | SC Amiens                                                 | 2 min 06 s 67               |
| 1981 hiver  | La Rochelle                        | Frédéric Delcourt                 | 1964      | 17    | Cercle des nageurs de Marseille                           | 2 min 04 s 51               |
| 1981 été    | Dunkerque                          | Frédéric Delcourt                 | 1964      | 17    | Cercle des nageurs de Marseille                           | 2 min 05 s 63               |
| 1982 hiver  | Toulouse                           | Frédéric Delcourt                 | 1964      | 18    | Cercle des nageurs de Marseille                           | 2 min 05 s 22               |
| 1982 été    | Megève                             | Frédéric Delcourt                 | 1964      | 18    | Cercle des nageurs de Marseille                           | 2 min 07 s 50               |
| 1983 hiver  | Tours                              | Claude Jambet                     |           |       | Dauphins de Créteil                                       | 2 min 08 s 23               |
| 1983 été    | Bordeaux                           | Frédéric Delcourt                 | 1964      | 19    | Cercle des nageurs de Marseille                           | 2 min 02 s 81 RF            |
| 1984 hiver  | Strasbourg                         | Cédric Rowarc'h                   |           |       | Stade poitevin                                            | 2 min 08 s 24               |
| 1984 été    | Paris Georges Vallerey             | Frédéric Delcourt                 | 1964      | 20    | Cercle des nageurs de Marseille                           | 2 min 06 s 00               |
| 1985 hiver  | Aix-en-Provence                    | Frédéric Delcourt Franck Horter   | 1964      | 21    | Cercle des nageurs de Marseille Mulhouse Olympic Natation | 2 min 05 s 94               |
| 1985 été    | Dunkerque                          | Frédéric Delcourt                 | 1964      | 21    | Cercle des nageurs de Marseille                           | 2 min 05 s 62               |
| 1986 hiver  | Rennes                             | Frédéric Delcourt                 | 1964      | 22    | Cercle des nageurs de Marseille                           | 2 min 05 s 41               |
| 1986 été    | Millau                             | Frédéric Delcourt                 | 1964      | 22    | Cercle des nageurs de Marseille                           | 2 min 05 s 30               |
| 1987 hiver  | Mulhouse                           | Franck Schott                     | 1970      | 17    | Natation 66                                               | 2 min 04 s 65               |
| 1987 été    | Strasbourg                         | Franck Schott                     | 1970      | 17    | Natation 66                                               | 2 min 07 s 54               |
| 1988 hiver  | Vittel                             | Franck Schott                     | 1970      | 18    | Natation 66                                               | 2 min 04 s 72               |
| 1988 été    | Dunkerque                          | David Holderbach                  | 1971      | 17    | Natation 66                                               | 2 min 04 s 28               |
| 1989 hiver  | Forbach                            | David Holderbach                  | 1971      | 18    | Natation 66                                               | 2 min 04 s 67               |
| 1989 été    | Paris Georges Vallerey             | David Holderbach                  | 1971      | 18    | Natation 66                                               | 2 min 05 s 02               |
| 1990 hiver  | La Rochelle                        | David Holderbach                  | 1971      | 19    | Natation 66                                               | 2 min 04 s 34               |
| 1990 été    | Narbonne                           | David Holderbach                  | 1971      | 19    | Natation 66                                               | 2 min 03 s 62               |
| 1991 hiver  | Saint-Étienne                      | Eric Rebourg                      | 1973      | 18    | Natation 66                                               | 2 min 03 s 96               |
| 1991 été    | Millau                             | David Holderbach                  | 1971      | 20    | Natation 66                                               | 2 min 04 s 23               |
| 1992 hiver  | Dunkerque                          | David Holderbach                  | 1971      | 21    | Natation 66                                               | 2 min 01 s 35               |
| 1992 été    | Mennecy                            | David Joncourt                    | 1975      | 17    | Cercle des Nageurs de Brest                               | 2 min 03 s 27               |
| 1993 hiver  | Mennecy                            | David Holderbach                  | 1971      | 22    | Natation 66                                               | 2 min 01 s 18               |
| 1993 été    | Paris Georges Vallerey             | Philippe Maillebuau               |           |       | Natation 66                                               | 2 min 05 s 25               |
| 1994 hiver  | Lille                              | Eric Rebourg                      | 1973      | 21    | Racing Club de France                                     | 2 min 02 s 50               |
| 1994 été    | Aix-les-Bains                      | David Holderbach                  | 1971      | 23    | Natation 66                                               | 2 min 03 s 52               |
| 1995 hiver  | Mennecy                            | David Joncourt                    | 1975      | 20    | Cercle des Nageurs de Brest                               | 2 min 03 s 60               |
| 1995 été    | Canet-en-Roussillon                | Eric Rebourg                      | 1973      | 22    | Racing Club de France                                     | 2 min 03 s 33               |
| 1996 hiver  | Dunkerque                          | David Holderbach                  | 1971      | 25    | Athletic Club de Boulogne-Billancourt                     | 2 min 03 s 94               |
| 1996 été    | Montpellier                        | Simon Dufour                      | 1979      | 17    | CNC Alès                                                  | 2 min 04 s 82               |
| 1997        | Mennecy                            | Simon Dufour                      | 1979      | 18    | CNC Alès                                                  | 2 min 03 s 62               |
| 1998        | Amiens                             | Simon Dufour                      | 1979      | 19    | CNC Alès                                                  | 2 min 03 s 04               |
| 1999        | Dunkerque                          | Simon Dufour                      | 1979      | 20    | CNC Alès                                                  | 2 min 01 s 54               |
| 2000        | Rennes                             | Simon Dufour                      | 1979      | 21    | CNC Alès                                                  | 1 min 59 s 80               |
| 2001        | Chamalières                        | Simon Dufour                      | 1979      | 22    | Montpellier Université Club                               | 1 min 59 s 80               |
| 2002        | Chalon-sur-Saône                   | Simon Dufour                      | 1979      | 23    | Montpellier ANUC                                          | 1 min 58 s 89 RF            |
| 2003        | Saint-Étienne                      | Razvan Florea (open) Simon Dufour | 1980 1979 | 23 24 | Roumanie Montpellier ANUC                                 | 1 min 58 s 82 2 min 00 s 71 |
| 2004        | Dunkerque                          | James Goddard (open) Simon Dufour | 1989 1979 | 25 24 | Royaume-Uni Montpellier ANUC                              | 1 min 59 s 27 2 min 00 s 46 |
| 2005        | Nancy                              | Simon Dufour                      | 1979      | 26    | Montpellier ANUC                                          | 2 min 01 s 35               |
| 2006        | Tours                              | Simon Dufour                      | 1979      | 27    | Montpellier ANUC                                          | 2 min 00 s 69               |
| 2007        | Saint-Raphaël                      | Pierre Roger                      | 1983      | 24    | Cercle des nageurs de Melun Val de Seine                  | 2 min 00 s 18               |
| 2008        | Dunkerque                          | Pierre Roger                      | 1983      | 25    | Lagardère Paris Racing                                    | 1 min 58 s 42               |
| 2009        | Montpellier                        | Benjamin Stasiulis                | 1986      | 23    | Lagardère Paris Racing                                    | 1 min 57 s 90               |
| 2010        | Saint-Raphaël                      | Eric Ress                         | 1990      | 20    | Cercle des nageurs d'Antibes                              | 1 min 58 s 54               |
| 2011        | Strasbourg                         | Benjamin Stasiulis                | 1986      | 25    | Lagardère Paris Racing                                    | 1 min 57 s 27               |
| 2012        | Dunkerque                          | Benjamin Stasiulis                | 1986      | 26    | Amiens Métropole Natation                                 | 1 min 56 s 39 RF            |
| 2013        | Rennes                             | Benjamin Stasiulis                | 1986      | 27    | Cercle des nageurs de Marseille                           | 1 min 59 s 16               |
| 2014        | Chartres                           | Eric Ress                         | 1990      | 24    | Cercle des nageurs d'Antibes                              | 1 min 58 s 61               |